# Julio Acosta García

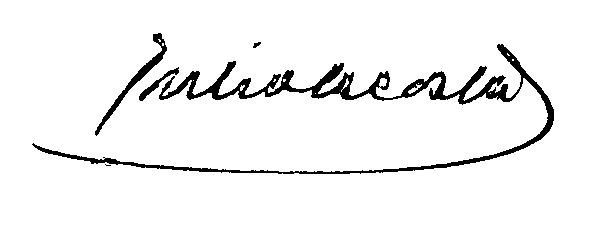
Signatura de Julio Acosta García (1920)

Julio Acosta García (San Ramón, Alajuela, Costa Rica, el 23 de maig del 1872 - San José, Costa Rica, el 6 de juliol del 1954) fou un polític costa-riqueny i president del seu país entre els anys 1920 i 1924, després de la caiguda del general Federico Alberto Tinoco Granados.

## Biografia
La seua carrera política es va iniciar a Alajuela quan fou escollit governador de la província. Va abandonar aquest càrrec quan fou designat ministre plenipotenciari i enviat extraordinari del seu país davant el govern d'El Salvador. De retorn a Costa Rica fou elegit diputat al Congrés Constitucional i, durant el govern d'Alfredo González Flores, va ocupar el càrrec de secretari d'Estat de Relacions Exteriors, però després del cop d'estat dels germans Tinoco va haver d'exiliar-se al Salvador.
Durant la seua estada al Salvador es va posar al capdavant del moviment revolucionari d'oposició al govern dels germans Tinoco, la qual cosa el va fer esdevindre un heroi per al poble costa-riqueny, desitjós de desprendre de la tirania dels colpistes. Confiat en el suport popular, Julio Acosta va subscriure el Manifest de Sapoá, en què instava el poble a emprendre la lluita armada contra els tirans. Aquesta proclama va encendre els ànims de la població i va desencadenar la Batalla del Jocote el 26 de maig del 1919. Al crit de Visca Acosta, la revolució va prendre a tot el país i els germans Tinoco foren vençuts. El 13 de setembre del 1919 Julio Acosta va entrar triomfant a Costa Rica, aclamat pel poble al seu pas. Gaudint, doncs, de la confiança popular, Acosta va resultar vencedor en les eleccions convocades per Aguilar.
Durant la seua administració, va cercar l'harmonia entre tots els costa-riquenys, sense fer diferències polítiques, i fou sempre conscient de la greu crisi econòmica i social en què es trobava el país. Per això, la seua política es va encaminar cap a l'alleujament d'aquesta situació: va crear l'Oficina de Control (antecedent de la Contraloría General de la República, la qual s'encarregava de fiscalitzar les despeses de l'administració pública) i la Caixa de Conversió (per a estabilitzar la moneda), va promulgar la llei de cases barates (per a tractar de resoldre el problema de l'habitatge urbà) i, per qüestions frontereres, va haver de fer front a la guerra contra Panamà el 1921.
Durant el seu mandat Costa Rica va entrar a formar part de la Societat de Nacions, creada després de la Primera Guerra Mundial. Posteriorment, va ocupar càrrecs oficials destacats i, com a diplomàtic, va participar en la creació de l'Organització de les Nacions Unides el 1945.
Va morir a San José el 6 de juny del 1954.